# Dansk Film-Avis 1945
Dansk Film-Avis 1945 er en dansk Ugerevy med dokumentariske optagelser fra 1945. Filmene blev produceret af UFA film A/S, der var ejet af det tyske UFA, der var ejet af den tyske stat.
Den dansk producerede Dansk Film-Avis var en nazistisk ugerevy og udkom i årene 1941-1945. Den bestod typisk af tre dele: dansk stof, optaget af danske kameramænd, tysk stof fra Tyskland og reportager fra fronten, produceret af Deutsche Wochenschau.

## Handling
1. Fly skydes ned.

2. Tyske soldater vender hjem.

3. Tyskere flygter fra de østlige områder, som trues af bolsjevikkerne. Kvinder og børn flygter mod vest, mændene bliver og forsvarer deres hjemstavn.

4. De danske glødelampefabrikker arbejder på højtryk for at fremstille de 15 mio. glødepærer, der skal bruges i hele landet. Det er kvindearbejde.

5. Norske piger boltrer sig i sne iklædt shorts og tynde bluser.

6. Skihop i Københavns Skiklub - Holtekollen.

7. Ju-jutsu er en populær sport. Greb og kast demonstreres.

8. Transport af Tuborg øl.

9. Sådan opbevares ski korrekt efter sæsonafslutning.

10. Astronomi er blevet populært - et kursus i et af Københavns observatorier.

11. Skiløb i bjerge.

12. Ungarske soldater forsvarer sig mod bolsjevikkerne. De sovjet-russiske panservogne ødelægges med specialvåben.

13. Den tyske krigsmarine bringer estere til Danzig. De estiske kvinder melder sig straks frivilligt som sporvognsfunktionærer.

14. Bønder flygter fra bolsjevikkerne.

15. Engelske faldskærmstropper ved Arnheim i Holland skydes ned af tyskerne.

16. I en dansk vuggestue tager man sig godt af børnene.

17. Københavns Skøjteløberforening afholder stort stævne på Peblingesøen. 10.000 tilskuere er mødt frem for at se ishockeykampen mod Rungsted. KSF vandt 5-1. I pauserne var der opvisning i kunstskøjteløb.

18. De bedste kanoer i Europa bliver bygget i Danmark.

19. Arbejdernes Skakklub.